# تسووینار هوهانیسیان
تسووینار میساکی هوهانیسیان (ارمنی: Ծովինար Միսակի Հովհաննիսյան؛ زاده ۱۹۶۵) موسیقی‌دان، نوازنده و رهبر ارکستر اهل ارمنستان است.

## زندگی‌نامه
وی در ۱۹۶۵ در لنیناکان در به دنیا آمد و از کنسرواتوار دولتی کومیتاس ایروان فارغ‌التحصیل گشت.   وی همچنین برنده جوایزی همچون آموزگار شایسته جمهوری ارمنستان (۲۰۱۹) و مدال گریگور نارکاتسی (۲۰۱۵) شد.

## نگارخانه

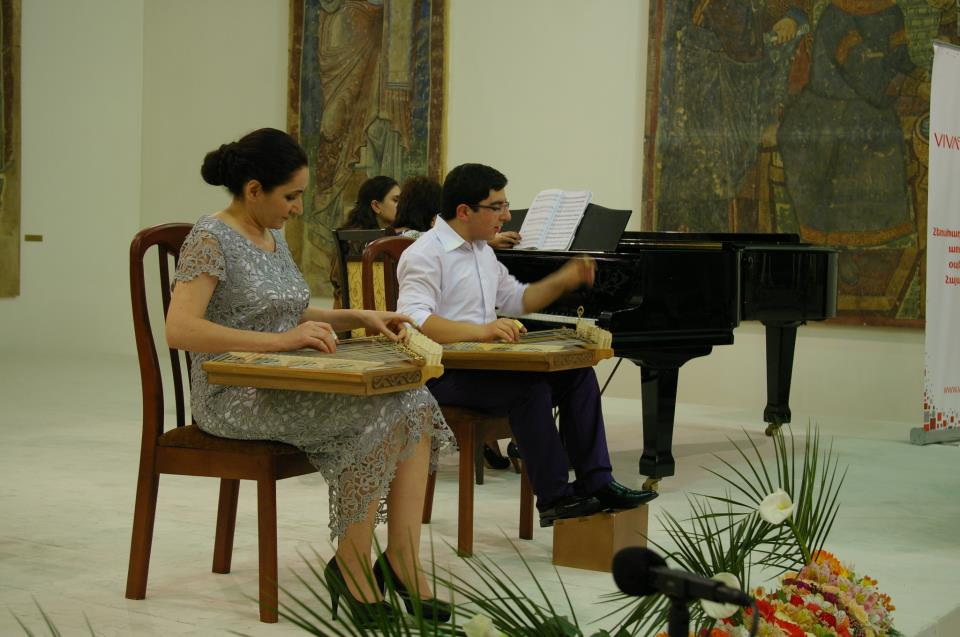
پروفسور تسووینار هوهاینسیان همراه نارک کازازیان
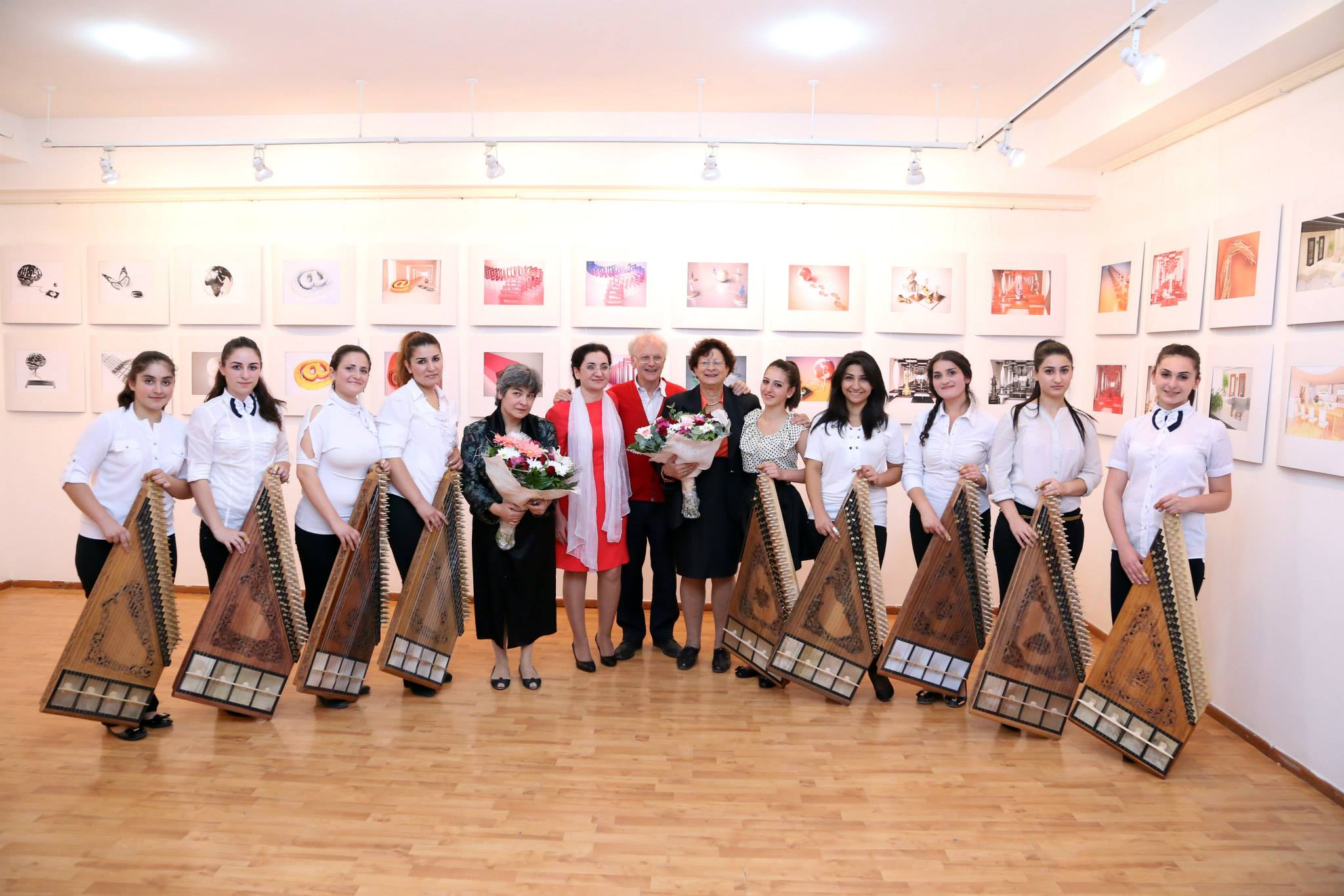
انستیتو هنری نارکاتسی
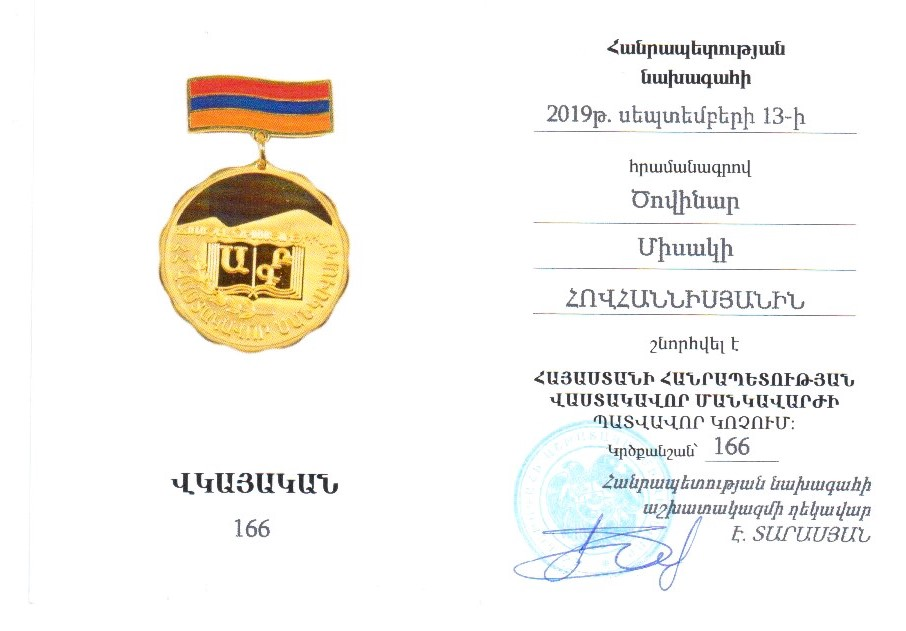
آموزگار شایسته جمهوری ارمنستان
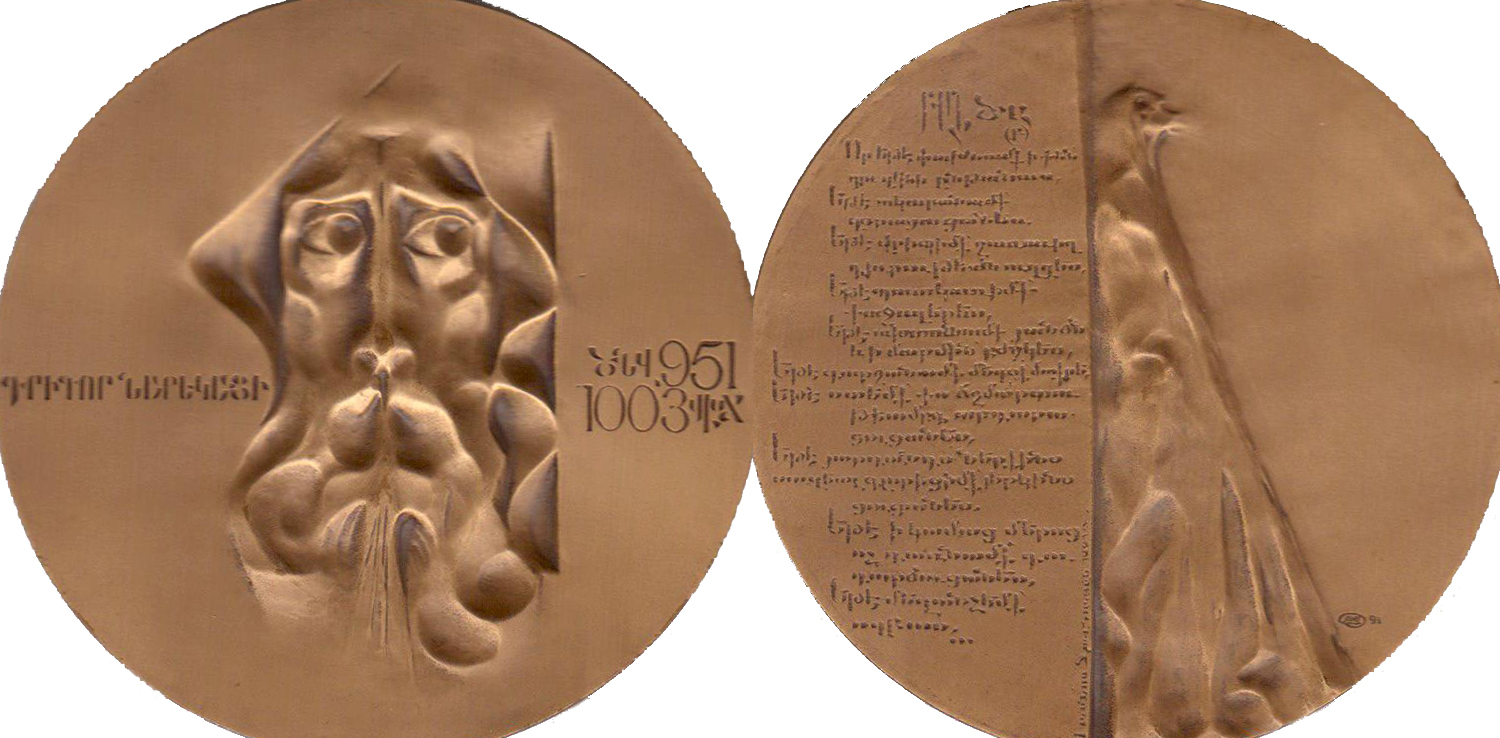
مدال نارکاتسی